# Cucurbita
El género Cucurbita, perteneciente a la familia de las cucurbitáceas, es un tipo de planta de calabaza originario de América. Se distribuye en forma silvestre desde las zonas templado-frescas de los Estados Unidos a las de Argentina y Uruguay. Su hábito es de plantas guiadoras enredaderas por zarcillos (ausentes en algunos cultivares), rastreras y trepadoras. Son sensibles a heladas. Su pepónide (el fruto de las cucurbitáceas) es característicamente una calabaza. En Cucurbita conviven dos grupos ecológicos: las perennes xerofíticas con raíces de almacenamiento, y las mesofíticas anuales, entre las que puede haber perennes de corta vida que carecen de raíces de almacenamiento.
Dependiendo de la autoridad, se reconocen entre 12 y 27 especies o grupos de especies de Cucurbita, de las más de 120 descritas. Cinco de ellas (Cucurbita ficifolia, C. argyrosperma, C. moschata, C. pepo y C. maxima) fueron domesticadas independientemente. Son ampliamente cultivadas por sus frutos, de los que se consume la pulpa y las semillas o el fruto inmaduro como verdura de estación. En menor medida también se consumen sus flores y brotes tiernos. Los frutos poseen una espléndida diversidad morfológica en su forma, tamaño y coloración.
Los registros arqueológicos indican una domesticación inicial de Cucurbita hace unos 10 mil años, por lo que es uno de los grupos domesticados más antiguos. Desde América, los frutos y las semillas de las variedades cultivadas fueron llevados a otros continentes, en donde son cultivadas desde hace centurias en diversas regiones climáticas, desde zonas templadas más frescas hasta los trópicos. Cucurbita ficifolia es la más adaptada a zonas ecogeográficas con clima fresco y de día corto, como se pueden encontrar en las altas montañas de latitudes bajas de todo el planeta; C. moschata es la mejor adaptada a los trópicos torrenciales de latitudes bajas.

## Caracteres diferenciales
Poseen los caracteres diferenciales de las cucurbitáceas.

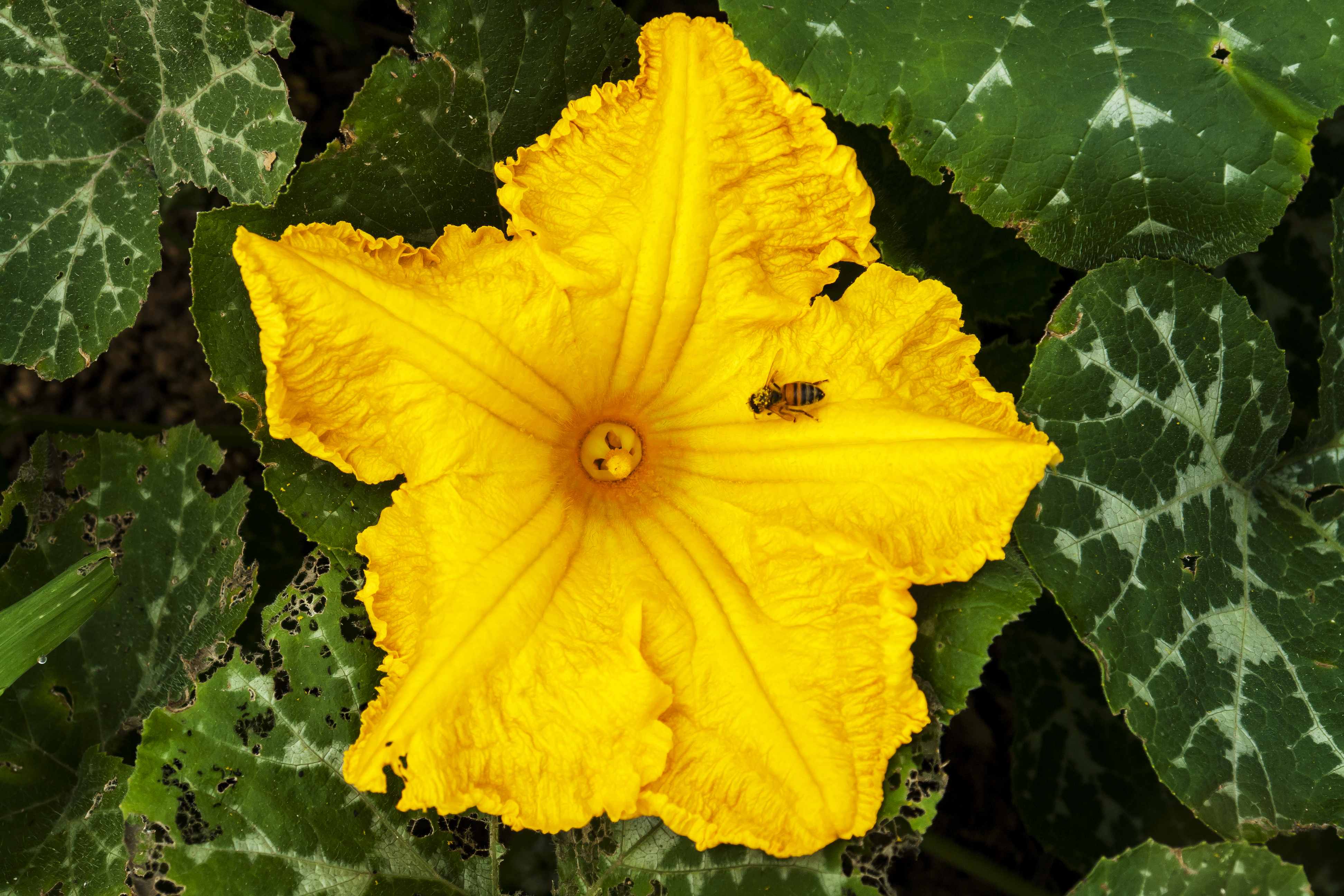
Flor de Cucurbita moschata. Es una flor amarilla, campanulada, separada en lóbulos a mitad de camino y no en racimos.

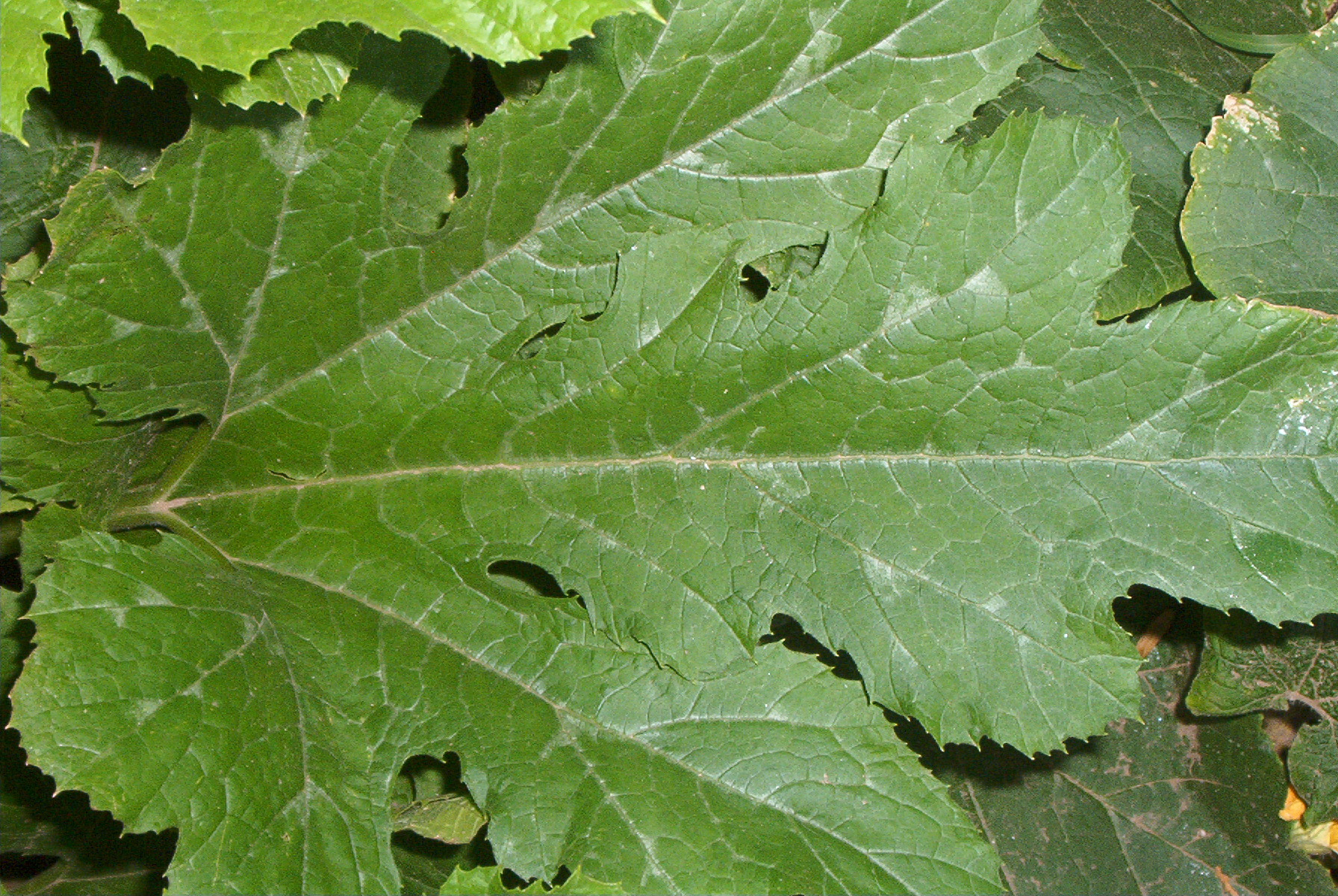
Hoja profundamente lobada, pero no pinatifida, en variedades de Cucurbita pepo.

Sus flores amarillas y de corola tubular que se abren durante la mañana, adaptadas a la polinización por insectos diurnos principalmente abejas, las diferencian de las enredaderas de Lagenaria de flores blancas que abren durante la noche. Sus flores solitarias o en fascículos, pero no en racimos, las diferencian de Luffa. Las hojas pueden ser profundamente lobadas, pero no llegan a ser pinnatifidas como en Citrullus. La corola es gamopétala y campanulada, a mitad de camino separada en lóbulos, lo que la diferencia de la corola pequeña y rotada de Cucumis. Su fruto es una calabaza de muchas semillas lo que la diferencia del fruto de una sola semilla de Sechium.
Antes de la maduración de las anteras se observa una ondulación sigmoidea de las tecas. La noche anterior a la antesis de la flor ocurre la antesis de las anteras.
Los lóbulos de los pétalos tienen sus láminas a cada lado de la vena media dobladas hacia adentro en el pimpollo (prefoliación del ápice de los pétalos induplicada o no induplicada como Cayaponia sino involuta como en Cucurbita, lo que diferencia a los dos géneros en Argentina).

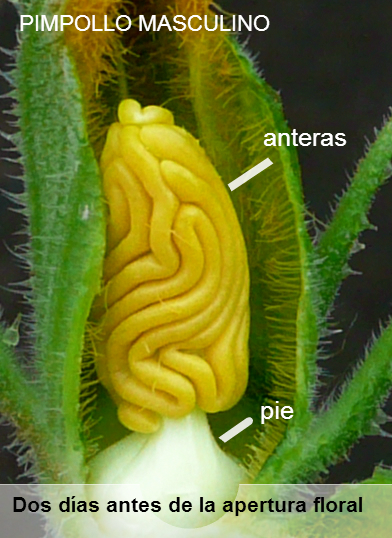
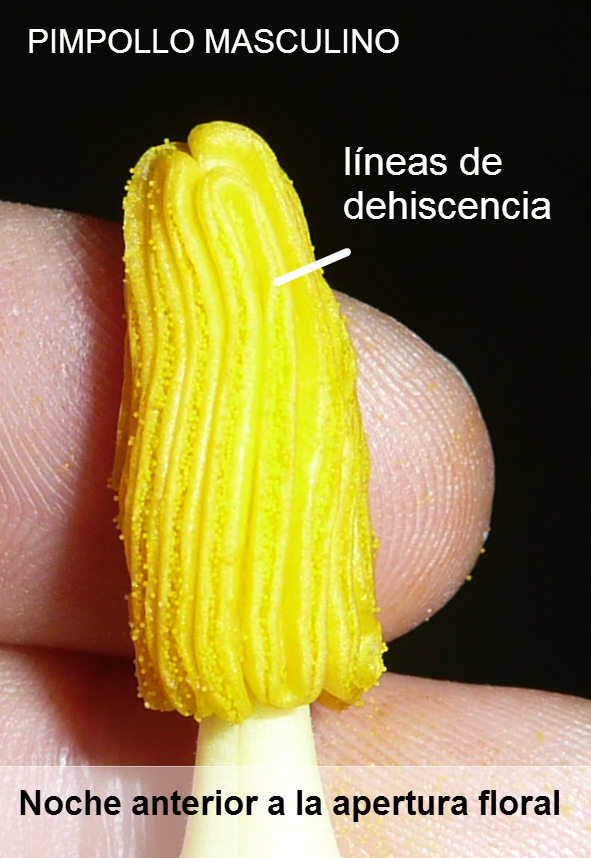
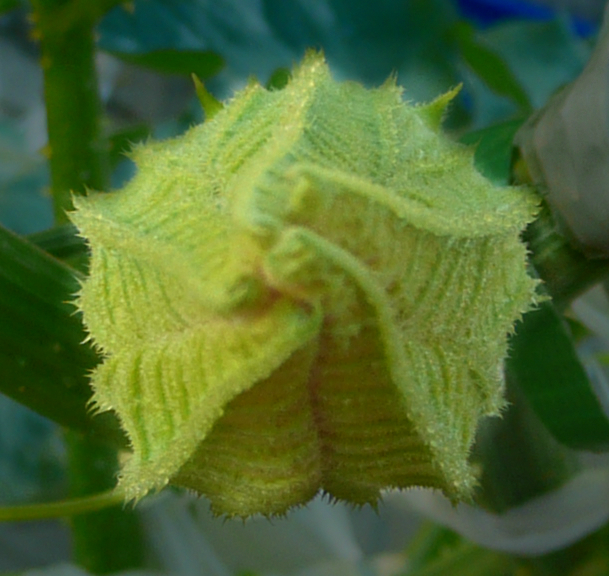
El día anterior a la antesis, vista distal.
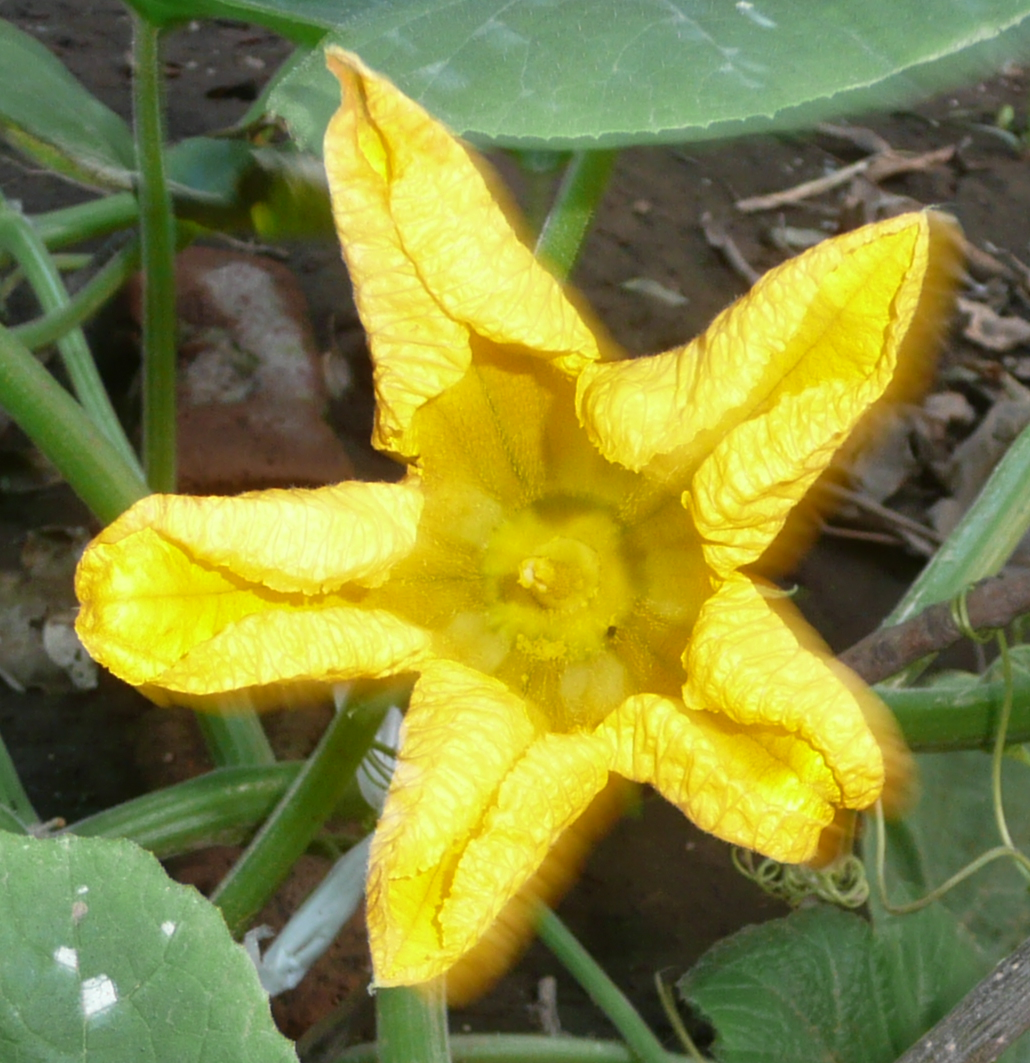
Día de la antesis temprano, lóbulos de los pétalos desplegándose, vista distal.
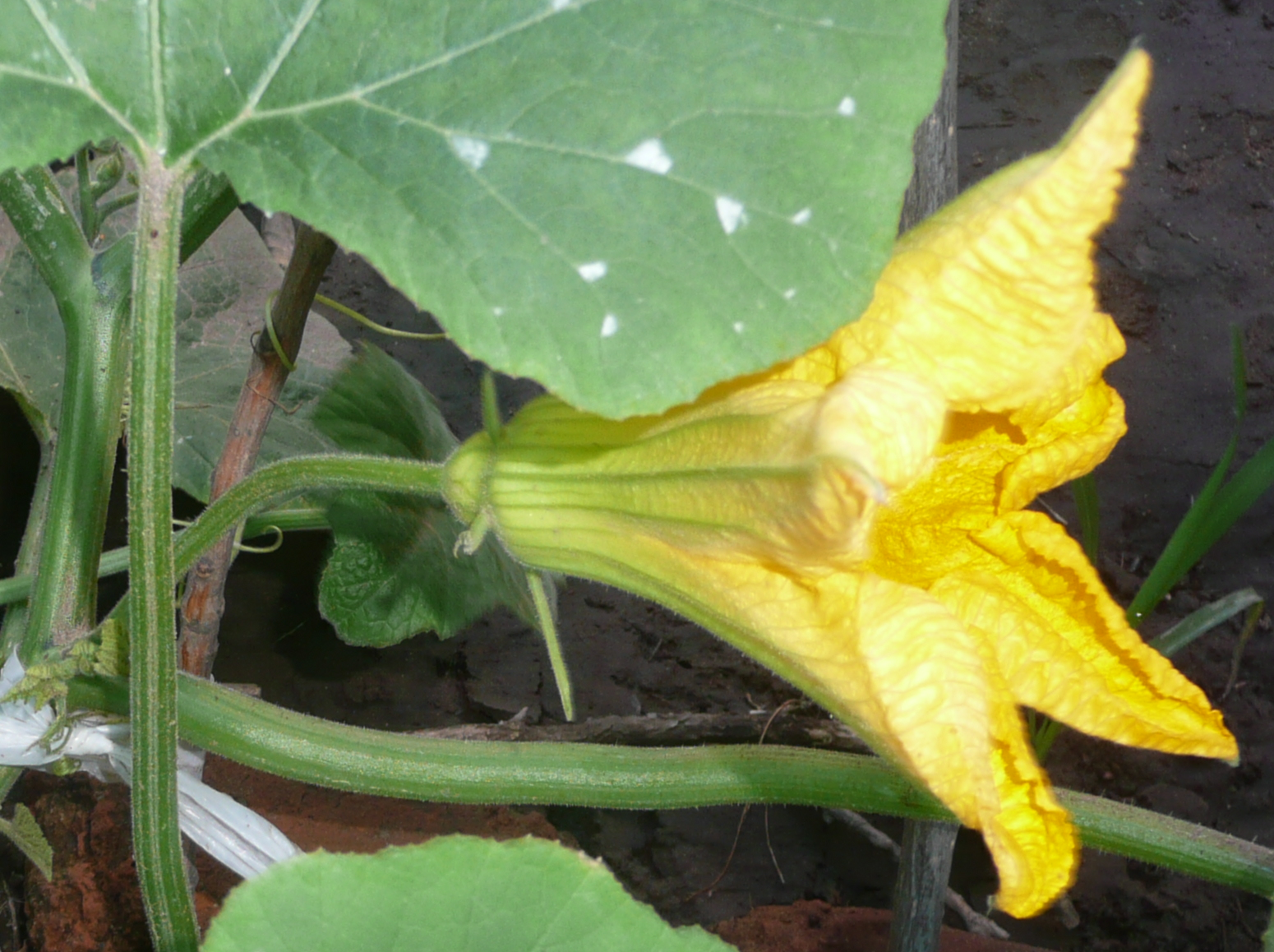
Vista lateral.

Algunas plantas puede informarse que tienen tallos "geniculados" o en "zig zag", esto es porque cuando las guías crecen en forma vertical por el peso de las hojas los tallos ya aferrados al soporte terminan de elongarse con esa morfología.

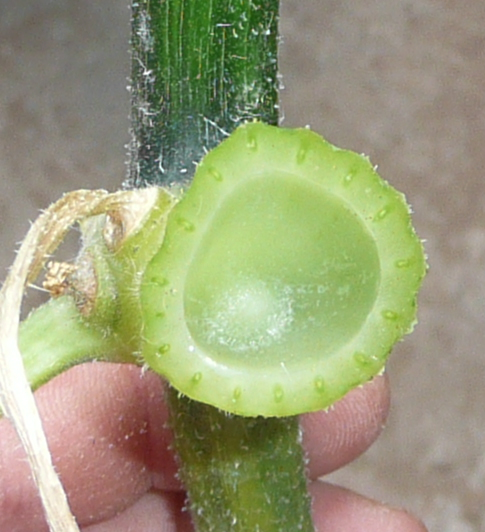
Corte transversal de pecíolo en Cucurbita maxima.

El pecíolo es hueco.

### Genética e hibridación
En general las 5 especies de Cucurbita están reproductivamente aisladas entre sí. Los pools de genes primarios de cada especie están representados por sus landraces y los cultivares comerciales, así como por sus taxones infraespecíficos. Se pueden hacer cruzas experimentales entre ellos y con otras Cucurbitas silvestres con dificultad, y las progenies entre ellas usualmente son estériles o solo medianamente fértiles. Las cruzas espontáneas entre especies son poco comunes, si bien ocasionalmente se detecta algún híbrido intraespecífico en las landraces, sobre todo en México.
| Cruzas compatibles entre poblaciones | Cruzas compatibles entre poblaciones                                          | Cruzas compatibles entre poblaciones                          | Cruzas compatibles entre poblaciones                |
| Especie                              | Pool de genes 1º                                                              | Pool de genes 2º                                              | Pool de genes 3º                                    |
| ------------------------------------ | ----------------------------------------------------------------------------- | ------------------------------------------------------------- | --------------------------------------------------- |
| C. argyrosperma                      | C. argyrosperma subsp. sororia C. argyrosperma subsp. argyrosperma sensu lato | C. moschata                                                   | C. pepo C. maxima C. foetidissima                   |
| C. ficifolia                         | C. ficifolia                                                                  | C. pedatifolia C. foetidissima                                | C. lundelliana C. maxima C. pepo                    |
| C. maxima                            | C. maxima subsp. andreana C. maxima subsp. maxima                             | C. ecuadorensis                                               | C. pepo C. lundelliana C. argyrosperma C. ficifolia |
| C. moschata                          | C. moschata                                                                   | C. argyrosperma                                               | C. lundelliana C. maxima C. pepo                    |
| C. pepo                              | C. pepo subsp. pepo sensu lato C. pepo subsp. fraterna C. pepo subsp. texana  | C. argyrosperma C. okeechobeensis C. moschata C. ecuadorensis | C. lundelliana C. ficifolia C. maxima               |

Desde un punto de vista más práctico, los experimentos de hibridación expusieron cuáles son los grupos de los que se pueden introgresar caracteres deseables a un cultivo particular. Los intentos de introgresar caracteres deseables entre especies han sido bastante variables e incompletos.
Hay evidencia de que existe flujo de genes entre especies cultivadas y silvestres de cucurbitas.
El número relativamente grande de cromosomas de Cucurbita (2n = 2x = 40 cromosomas en un genoma relativamente conservado, Sisko et al. 2003) es el legado de un evento de alopoliploidía en el ancestro común del género (Weeden 1984).
Los estudios moleculares que se citan como los más relevantes hasta la fecha son Wilson et al. (1992) que utilizó sitios de restricción de DNA cloroplastídico, Sanjur et al. (2002) que utilizaron secuencias de un intrón mitocondrial, al 2013 Zheng et al. (2013) utilizaron 4 loci cloroplastídicos (rbcL, matK, trnL-F, rpl20-rps12) siguiendo a Kocyan et al. (2007) que los sampleó a través de 171 cucurbitáceas, y el grupo de investigadores liderado por Gong utilizó polimorfismos de SSR (simple sequence repeat) en el grupo de las mesofíticas anuales. Los análisis moleculares recuperaron largamente la monofilia de Cucurbita, su grupo basal de xerofíticas y la monofilia de las mesofíticas anuales, manteniéndose Cucurbita ficifolia como una incógnita que puede estar anidada en el grupo de xerofíticas, o quizás divergir basalmente de las mesofíticas, o incluso estar anidada en ellas. Esta especie posee una suite importante de anomalías morfológicas y ecológicas, mientras que las demás xerofíticas son enteramente silvestres, poseen raíces reservantes, son de zonas áridas y se encuentran generalmente a bajas altitudes, C. ficifolia solo es conocida bajo cultivo, en ambientes montañosos húmedos, morfológicamente es una anual que carece de raíces de almacenamiento y en su ambiente si las heladas no son muy fuertes posee una longevidad de más de un año. (introducción tomada de Zheng et al. 2013).

## Origen y distribución geográfica
La Cucurbita es originaria de América. No fue conocido en el resto del mundo hasta la llegada de los españoles.

### Domesticación
Las regiones de domesticación de cada especie coinciden con regiones donde son muy cultivadas y están muy diversificadas, ubicadas entre las zonas templadas de Estados Unidos y las zonas templadas de Argentina y Uruguay, poseyendo las 4 especies centros secundarios de diversificación en zonas templadas a tropicales del resto del mundo adonde fueron llevadas. Las formas cultivadas y comestibles de Cucurbita generalmente difieren de las formas silvestres en que tienen menos semillas y más grandes, frutos más grandes, pulpa no amarga y menos fibrosa, todas las partes de la planta más grandes, menos guías secundarias (runners), y cáscaras menos durables y de colores más variados (Whitaker y Bemis 1964, citado en París 1989). Las formas silvestres pueden polinizar a las cultivadas de su propia especie biológica desde varios kilómetros de distancia, por lo que en las regiones de origen, donde conviven, la polinización para reservar semillas para el año siguiente debe ser controlada (es decir, debe cerrarse la flor antes y después de la polinización manual para evitar la contaminación con polen extraño). En C. moschata los ancestros parecen extintos, las demás especies poseen variedades silvestres (mapa).
Cucurbita moschata fue de las primeras plantas cultivadas en ser conocidas por Colón, pero debido a los requerimientos climáticos fue más exitosa en establecerse en Europa Cucurbita pepo y le siguió Cucurbita maxima. Cucurbita moschata es la especie más importante hoy en día en la cuenca del Mediterráneo y en zonas tropicales de latitudes bajas. En cambio Cucurbita ficifolia se dispersó hacia las regiones tropicales de grandes alturas de clima fresco. Cucurbita argyrosperma se dispersó poco, hay algunas especies en Perú y en Argentina.
Se hipotetizó que el inicio de la domesticación fue para la utilización de las semillas comestibles y no amargas. Pero no hay costumbre de consumir las semillas en el Cono Sur, donde se domesticó Cucurbita maxima y es la especie que posee la testa más gruesa y en Mesoamérica tampoco la eligen si el uso es al menos en parte el consumo de semillas. Millán sugiere que en Argentina los nativos pueden haber domesticado la especie Cucurbita maxima para consumir el fruto a partir de formas silvestres no amargas.
Existe suficiente evidencia arqueológica para considerar que comenzaron a cultivarse por primera vez, de manera sistemática, en Mesoamérica, en la zona que corresponde a los estados de Puebla, Oaxaca y el Estado de México. Su cultivo también se practicó en épocas prehispánicas en prácticamente todo el resto de Mesoamérica, en la trilogía milpera, junto con el maíz y el frijol, conocida a veces como "las Tres Hermanas". También se conoció y se cultivó en otras culturas americanas, como en el caso del Perú, donde se ha encontrado cerámica Mochica con representación del zapallo. Más tarde, a partir del siglo XVI, se llevó a Europa, Asia y África.
La calabacita de las variedades silvestres solo puede ser quebrada por megamamíferos y roída por roedores, se cree que los dispersores primarios en América donde el género se originó se extinguieron luego del Gran Intercambio Americano o al menos hace 10 000 años en la última glaciación, pero las variedades silvestres, vegetativamente más pequeñas que las cultivadas, se siguen dispersando por la actividad agrícola humana, por corrientes de agua y por roedores que acarrean las calabacitas hasta sus madrigueras y roen la cáscara para consumir sus semillas, en una forma de dispersión secundaria cuya eficiencia aún no fue estudiada. Las variedades silvestres pueden ser visitadas por insectos que polinicen variedades cultivadas de la misma especie, a veces desde varios kilómetros de las mismas, haciendo que sus semillas se desarrollen en plantas de fruto amargo y no comestible.
En las poblaciones silvestres, si el zapallo no fue consumido, luego de unos meses de almacenamiento queda muy liviano y de pulpa seca y fibrosa, con las semillas viables en su interior, pero en las variedades cultivadas si no se consume la pulpa del fruto se pudre y la viabilidad de las semillas se pierde.
La domesticación de cada especie en cada artículo separado (Cucurbita pepo, Cucurbita maxima, Cucurbita moschata, Cucurbita argyrosperma) y la de la quinta especie en Cucurbita ficifolia. Una sexta especie, Cucurbita ecuadorensis, también posee signos de haber sido una domesticada (es una semi-domesticada o feral) y se puede encontrar en la sección correspondiente en su propio artículo.

## Usos
En Cucurbita pepo, C. maxima, C. moschata, C. argyrosperma. La quinta especie en Cucurbita ficifolia.
Por variedad en Calabazas, calabacines, zapallos, zapallitos y nombres afines.
Muchas veces se confunden los usos culturales de especies de Cucurbita con los de otras especies emparentadas, por ejemplo es común que se confundan los cultivos de usos no culinarios de Cucurbita con los de Lagenaria, muy emparentada. Se puede encontrar una desambiguación de nombres, asociados a sus usos culturales, en Calabazas, calabacines, zapallos, zapallitos y nombres afines.

## Clasificación e interés científico
Dependiendo de la autoridad, Cucurbita es reconocido como conteniendo entre 12 y 27 especies, o grupos de especies, de las más de 120 descritas. El concepto taxonómico que más se maneja en la actualidad probablemente sea el de especie biológica, la comunidad reproductiva, lo que mantiene bajo el número de especies y obligó a clasificarlas subespecíficamente, especialmente para separar las subespecies silvestres y las cultivadas que hibridaban entre sí.
Linneo en Species Plantarum fue quien describió el género y 5 especies dentro de él, 3 de ellas variedades que hibridan entre sí y hoy sinonimizadas con la primera que describió en ese trabajo, Cucurbita pepo (las otras dos fueron las posteriormente transferidas a otros géneros Lagenaria siceraria y Citrullus lanatus).  Más tarde Antoine Nicolas Duchesne, quien trabajaba en Francia, intentó de forma sistemática cruzar varios cultígenos de Cucurbita conocidos en Europa. Si bien la mayor parte de su colección de germoplasma pertenecía a una única especie, C. pepo, la falta de éxito que exhibieron algunas de las cruzas lo llevaron a concluir que su colección también incluía unos pocos accessions de otras dos especies, a las que nombró C. moschata y C. maxima.
Décadas más tarde, intrigado por la diversidad de frutos ilustrados en los herbales de los siglos XVI y XVII, (Eisendrath 1962, Paris 1989), el horticultor francés Charles Naudin (1856) se tomó muy placenteramente el trabajo de describir, cultivar y clasificar estos recién llegados al Viejo Mundo. Al llegar el siglo XX, programas de cultivo comprehensivo fueron bien establecidos en Europa, Norteamérica y Asia. En un intento de mantenerse al tanto con la proliferación de nuevas líneas, William Tapley, Walter Enzie y Glen Van Eseltine (1937) demostraron las posibilidades de la literatura hortícola al proveer la descripción más detallada hasta el momento de 132 cultivares.  
Desde Rusia, expediciones organizadas para la colecta de plantas fueron enviadas a explorar América del Sur y Mesoamérica, el este de África, India y Asia menor por nuevas razas regionales. Estas exploraciones proveyeron las bases de nuevas clasificaciones (p.ej. Bukasov 1930, Pangalo 1930, Zhiteneva 1930, Filov 1966). Otros científicos también contribuyeron a la sistemática de Cucurbita, con Igor Grebenscikov actualizando una clasificación anterior (Alefeld 1866) de las variedades infraespecíficas.
Los americanos E. E. Castetter y A. T. Erwin tomaron una aproximación diferente, ubicaron los cultivares en grupos horticulturales en lugar de en una taxonomía botánica (Castetter 1925, Castetter y Erwin 1927).
Durante los mediados del siglo XX, los descubrimientos arqueológicos de antiguos Cucurbita en el Nuevo Mundo (Whitaker y Bird 1949, Whitaker, Cutler y MacNeish 1957, Cutler y Whitaker 1961, Whitaker y Cutler 1971) proveyeron y agregaron perspectiva a la historia y evolución de estas especies. En décadas recientes, algunos de los más ancianos y más precisamente datados e identificados restos de Cucurbita (p.ej. Kay, King y Robinson 1980, Conrad et al. 1984, Simmons 1986, Decker y Newsom 1988) han sido utilizados para poner el foco en la importancia de Cucurbita pepo en los orígenes y en el carácter de la horticultura norteamericana (Heiser 1979, Minnis 1992, Smith 1992). 
Los estudios arqueológicos en Sudamérica también han florecido recientemente (ver Pearsall 1992 y sus referencias), ofreciéndonos historias más detalladas de C. ficifolia y C. maxima. - Los zapallos domesticados, con su diversidad en los caracteres del fruto, han sido por mucho tiempo de interés para los geneticistas horticulturales (p.ej. Sinnott 1922, Shifriss 1955, Wall 1961, Robinson et al. 1976). 
Liberty Hide Bailey, quien exploró Norteamérica en búsqueda de especies silvestres, pasó incontables horas en sus jardines realizando cultivos y experimentos de cruzas y haciendo observaciones sobre variedades domesticadas (Bailey 1902, 1929, 1937, 1943, 1948). Thomas Whitaker, un prolífico investigador junto con el United States Department of Agriculture, ha sido el humano afín más cercano a las cucurbitas. Examinó relaciones entre especies silvestres y domesticadas utilizando todas las fuentes disponibles de datos, incluyendo restos arqueológicos, experimentos de hibridación, estudios anatómicos y morfológicos, y varios análisis genéticos (p.ej. Whitaker 1931, 1951, 1956, 1968, Whitaker y Bohn 1950, Cutler y Whitaker 1956, Whitaker y Bemis 1964,). Otros devotos entusiastas del zapallo del siglo XX fueron Hugh Cutler y W.P. Bemis, que muchas veces trabajaron y publicaron con Whitaker.
En años recientes, las especies han sido analizadas para determinar sus historias evolutivas desde los progenitores silvestres y pasando por la domesticación y diseminación geográfica. Como una fuente adicional de datos filogenéticos, los análisis de isozimas fueron de ayuda para Deena Decker-Walters y Hugh Wilson en su examen de C. pepo (Decker 1985, 1988, Decker y Wilson 1987). Laura Merrick (1990) en el estudio de C. argyrosperma y Thomas Andres en su evaluación de C. ficifolia. Una investigación similar moderna y detallada falta para C. maxima y C. moschata." (traducido de Decker-Walters y Walters 2000).
Pangalo (1930) había separado C. moschata de C. argyrosperma (por él llamada en ese momento Cucurbita mixta), y los trabajos de Parodi (1935), Contardi (1939), Millán (1945) ubicaron a Cucurbita andreana en el lugar que Zhiteneva (1930) había reservado para la subespecie silvestre de Cucurbita maxima cuya existencia presumía. Después de 1990 fue muy citado el trabajo de Nee, Merrick siguió trabajando en C. argyrosperma (Merrick 1991) y TC Andres siguió trabajando en C. moschata (2004b) y en C. ficifolia. HS Paris publicó una serie de trabajos sobre C. pepo (p.ej. Paris 1986, 1989, et al. 2007, et al. 2012, 2015). Lira Saade publicó una descripción del género y sus especies y variedades en una monografía sobre cucurbitáceas latinoamericanas de importancia económica, una de las pocas monografías en español citadas por investigadores de otras regiones. El volumen Cucurbits de Robinson y Decker-Walters (1997) se ha vuelto una lectura obligada en la materia.

## Especies aceptadas
Según TPL:
- Cucurbita andreana Naudin
- Cucurbita cordata S.Watson
- Cucurbita cylindrata L.H.Bailey
- Cucurbita digitata A.Gray
- Cucurbita ecuadorensis Cutler & Whitaker
- Cucurbita foetidissima Kunth
- Cucurbita fraterna L.H.Bailey
- Cucurbita galeottii Cogn.
- Cucurbita lundelliana L.H.Bailey
- Cucurbita okeechobeensis (Small) L.H.Bailey
- Cucurbita palmata S.Watson
- Cucurbita pedatifolia L.H.Bailey
- Cucurbita radicans Naudin
- Cucurbita × scabridifolia L.H.Bailey

Las cultivadas:
- Cucurbita ficifolia Bouché
- Cucurbita argyrosperma Huber
- Cucurbita moschata Duchesne
- Cucurbita maxima Duchesne
- Cucurbita pepo L.

## Citas
1. ↑  Andres (2004a):[34] "Centros secundarioas de domesticación de Cucurbita moschata ocurrieron relativamente recientemente en Asia tropical, África y en la cuenca del Mediterráneo, y el Caribe y las partes del sur de Norteamérica. La tecnología por marcadores moleculares puede ser útil en definir las relaciones infraespecíficas, incluyendo a los grupos de cultivares. Utilizando marcadores RAPD (random amplified polymorphic DNA), Gwanama et al. (2000[35]) detectaron variación genética significativa entre razas de C. moschata de África sur-central, lo que constituye sólo una pequeña muestra de variación fuera del centro de diversidad de la especie." En inglés en el original: "Secondary centers of [Cucurbita moschata] domestication have occurred relatively recently in tropical Asia, Africa and the Mediterranean Basin, and the Caribbean and southern parts of North America. Molecular-marker technology may be helpful in defining infraspecific relationships, including cultivar-groups. Using random amplified polymorphic DNA (RAPD) markers, Gwanama et al. (2000[35]) detected significant genetic variation among C. moschata landraces from south-central Africa, which constitute just a small sample from outside the center of diversity of the species."
2. ↑  Paris (1989[37]): "Whitaker (1960[38]), Whitaker y Bemis (1975[39]), and Herklots (1986[40]) suggested that the first use by early Americans of Cucurbita species as food was the consumption of the edible, non-bitter, and highly nutritious seeds, as the fruit flesh was bitter and became papery at maturity. Under domestication, selection for larger seeds probably inadvertently resulted in selection for larger fruits. Harvesting of immature fruits for food resulted in encounters with mutants having non-bitter flesh. Cutting of mature fruits for their seeds resulted in encounters with and preservation of seeds from mutants having non-bitter, starchy flesh. Presumably, selection for non-lignified rinds and improved quality of the mature fruits followed."
3. 1 2  El paper pionero sobre los géneros neotropicales Crescentia, Gleditsia, Enterolobium, Maclura, Diospyros, Carica, Persea, Asimina, Prosopis y Cucurbita es: Janzen, D y P Martin. 1982. Neotropical anacronisms. The fruits that gomphoteres ate. Science 255:19-27. Un libro posterior sobre la base de ese paper es: Connie Barlow. 2000. The Ghosts of Evolution. Nonsensical fruit, missing partners and other ecological anachronisms. First edition. Basic Books. A member of the Perseus Book Group. Disponible online en: http://thegreatstory.org/CB-writings.html  Para el caso particular de Cucurbita maxima subsp. andreana: López Anido, F. 2013. Megafauna extinta y anacronismos vegetales. XV Congreso XXXIII Reunión Anual 28 y 29 de noviembre Zavalla Santa Fe, Argentina. Sociedad de Biología de Rosario. Libro de Resúmenes. Contardi (1939[45]): "El ingeniero agrónomo A. Burkart coleccionó algunos ejemplares de esta especie (Cucurbita maxima subsp. andreana) procedentes de la localidad de Tapiales (provincia de Buenos Aires) en donde, según él, "abundaban mucho en campo bajo cultivado con maíz, estando el rastrojo lleno de zapallitos maduros"." Parodi (1935[46]): "(Cucurbita maxima subsp. andreana) crece en suelos modificados, maizales, antiguas taperas, viejos corrales, vizcacheras, etc." Podetti (1925[47]): "Reuníanse por otro lado grandes cantidades de una cucurbitácea amarga, parecida al zapallo de tronco, llamada "cháncara", que abunda especialmente alrededor de los vizcacherales." Parodi (1926[48]): "Se me asegura que (Cucurbita maxima subsp. andreana) antes de los años 1890 y 1900 era sumamente común en la tierra removida de las vizcacheras". Saubidet (1943[49] citado en Millán 1945[50]) p.15 cita el refrán argentino "paisano amargo como zapallo de vizcachera (Cucurbita maxima subsp. andreana)".
4. ↑  Robinson y Decker-Walters (1997[51]) p. 71: "Los frutos de las especies silvestres tienen cáscara dura, lignificada, lo que ayuda a proteger las semillas de los herbívoros. El fruto puede permanecer intacto por mucho tiempo después de que la planta ha muerto. Después de un lento almacenamiento, poco queda salvo la cáscara seca, el pedúnculo y las semillas; estos frutos pueden persistir por centurias". (nota: las semillas son viables por unos 5 años). En inglés en el original: "Fruits of the wild [Cucurbita] species have hard, lignified rinds which help to protect the seeds from herbivores. The fruit may remain intact long after the plant has died. After lengthy storage, little is left except for the dried rind, peduncle, and seeds; these fruit parts may persist for centuries."